# Марк Антоний Гнифон
Марк Анто́ний Гнифо́н (лат. Marcus Antonius Gnypho; родился, приблизительно, в 115 году до н. э., одна из Галлий, Римская республика — умер после 67 года до н. э., Римская республика) — грамматик и учитель риторики галльского происхождения, преподававший в Риме.

## Биография
Родился в Галлии, был сиротой и вырос в рабстве. Позднее он был освобождён и взял римское имя своего бывшего хозяина, одного из Антониев (возможно, консула 99 года до н. э. Марка Антония, удостоившегося почётного прозвища Оратор).
Образование Гнифон получил, предположительно, в Александрии. Он имел отличную память и читал как на греческом, так и на латинском языках. Первым опытом его частного преподавания стал Гай Юлий Цезарь. Затем он построил школу в своем собственном доме, где говорил, что никогда не торговался об оплате, а всегда полагался на щедрость учеников. Марк Туллий Цицерон тоже окончил его школу.
Гнифон написал ряд работ, в том числе De Latino Sermone («О латинском языке») в двух томах. Книга Rhetorica ad Herennium была приписана ему, но это не является широко принятым фактом. Ни одна из его книг до наших дней не сохранилась. Мнение ученых сводится к тому, что только De Latino Sermone принадлежит ему, и что все другие произведения, приписываемые ему, были написаны его учениками. Марк Антоний Гнифон умер в возрасте пятидесяти лет.